# Banc de l'Empordà
El Banc de l'Empordà fou un antic banc fundat a Sant Feliu de Guíxols el 18 de novembre de 1914, amb un capital d'un milió de pessetes, impulsat per la família Girbau, que ja havíen fundat el banc Girbau i Cia el segle xix a la mateixa vila. Va arribar a tenir activitat a tota la comarca del Baix Empordà, però la crisi de 1922 va afectar l'entitat fins al punt que van tancar aquell mateix any.